# Sarapaka
Sarapaka é uma vila no distrito de Khammam, no estado indiano de Andhra Pradesh.

## Demografia
Segundo o censo de 2001, Sarapaka tinha uma população de 16 973 habitantes. Os indivíduos do sexo masculino constituem 51% da população e os do sexo feminino 49%. Sarapaka tem uma taxa de literacia de 65%, superior à média nacional de 59,5%: a literacia no sexo masculino é de 73% e no sexo feminino é de 58%. Em Sarapaka, 13% da população está abaixo dos 6 anos de idade.